# Ron Simmons
Ronald „Ron” Simmons (ur. 15 maja 1958) – amerykański profesjonalny wrestler i zawodnik futbolu amerykańskiego. Występował w World Championship Wrestling pod swoim prawdziwym nazwiskiem oraz w World Wrestling Federation / World Wrestling Entertainment (WWF / E) pod prawdziwym nazwiskiem i zarówno pseudonimami, Faarooq Asaad (czasem wpisywany Asad) oraz Faarooq.
W WCW był pierwszym afroamerykańskim zdobywcą tytułu World Heavyweight Champion, jako następnym był Booker T. Zdobył tam również jednokrotnie pas World Tag Team Champion i jeden raz United States Champion w tag teamie z Big Joshem. W WWF/E był trzykrotnym, drużynowym mistrzem z Bradshawem w tag teamie Acolytes Protection Agency. Został on wprowadzony do WWE Hall of Fame w 2012 przez JBL-a.
Przed zostawaniem wrestlerem, Simmons zajmował się profesjonalnym futbolem amerykańskim, gdzie był zawodnikiem środkowym linii defensywnej. Grywał w ligach takich jak w National Football League (NFL), Canadian Football League (CFL) czy United States Football League (USFL).

## Mistrzostwa i osiągnięcia
- Championship Wrestling from Florida
  - NWA Florida Heavyweight Championship (1 raz)

- Memphis Championship Wrestling
  - MCW Southern Tag Team Championship (1 raz) – z Bradshawem

- Ohio Valley Wrestling
  - OVW Southern Tag Team Championship (1 raz) – z Bradshawem

- World Championship Wrestling
  - WCW United States Tag Team Championship (1 raz) – z Big Joshem
  - WCW World Heavyweight Championship (1 raz)
  - WCW World Tag Team Championship (1 raz) – z Butch Reed

- World Wrestling Federation
  - World Tag Team Championship (3 razy) – z Bradshawem